# City-Rondell
Het City-Rondell is een winkelcentrum in het centrum van de Duitse stad Villingen-Schwenningen.

## Ligging
Het City-Rondell is gelegen in het winkelgebied van Schwenningen. Het complex is aan de westzijde gelegen aan de Friedrich-Ebert-Strasse, aan de noordzijde aan de Kronenstrasse, aan de oostzijde aan de Uhlandstrasse en aan de zuidzijde aan de In den Muslen.  

## Geschiedenis
Op de locatie waar het huidige winkelcentrum zich bevindt, stond oorspronkelijk de Uhrenfabrik Mauthe, opgericht in 1881 door de broers Jakob en Christian Mauthe. Deze fabriek was een belangrijk centrum voor de productie van klokken en horloges, aangedreven door stoommachines. Het complex breidde zich uit met de toevoeging van een 63 meter hoge schoorsteen en andere gebouwen, en was een symbool van de industriële bloei van de regio.
In de jaren 1970 begon de fabriek echter in te krimpen door de veranderende marktomstandigheden. In 1979 werd het laatste deel van het terrein, het hoofdgebouw, verkocht. Het City Rondell werd in 1981 geopend op deze locatie, met de bedoeling een modern winkelcentrum te creëren dat het industriële verleden met de toekomst zou verbinden. Het ontwerp van het gebouw, met zijn ronde vorm, verwijst naar het industriële erfgoed van de Uhrenfabrik Mauthe.

## Gebruik
City Rondell telt meer dan 30 winkels, waaronder filialen van Drogerie Müller en Woolworth, maar ook lokale ondernemers. Met zijn ligging in het centrum van Schwenningen, nabij het centrale busstation, en de beschikbaarheid van een eigen parkeergarage met meer dan 400 parkeerplaatsen, blijft het City Rondell een belangrijk winkelcentrum voor zowel lokale als regionale bezoekers. 

## Eigendom en beheer
Het complex is eigendom van CORESTATE en wordt beheerd door Multi Corporation.